# بردگوری کاج ۱
بردگوری کاج ۱ در شهرستان اردل، روستای کاج واقع شده و این اثر در تاریخ ۸ خرداد ۱۳۸۰ با شمارهٔ ثبت ۳۸۸۰ به‌عنوان یکی از آثار ملی ایران به ثبت رسیده است.